# Miskolczy Csaba
Miskolczy Csaba (Ózd, 1969. november 7. – 2019. január 13.) startup- és tőkebefektetési szakértő, a Magyar Üzleti Angyal Klub egyik alapítója.

## Életpályája
A József Attila Tudományegyetemenen 2002-ben kommunikációs szakon végzett. Ezután újságíró gyakornokként a Magyar Távirati Irodában dolgozott, majd több évig ismeretterjesztő televíziós műsorokat gyártott Delta és Jövőnéző címmel a Magyar Televízióban és a TV3 csatornán. 2003-tól szövegbányászati vállalkozást (startupot) indított Bojár Gábor üzleti angyal támogatásával. Ennek sikertelensége után 2005-2010 között közösségi média szolgáltatásokat fejlesztett újabb startupjában, amely ezeket az internetes portálokat fejlesztette ki, majd működtette: a Blogter, Mommo, Videobomb (később IndaVideo) és RTL Klub videós online portáljait.

### Startup munkássága
Miskolczy 2008-ban Berényi Konráddal és más közösségi véleményformálókkal együtt megalapította a Underground közösséget, amely 2013-ig évente közösségi startup konferenciákat tartott. 2010-től befektetési tanácsadóként és közvetítőként dolgozott, illetve számos tőkebefektetési tranzakció létrehozása fűződik a nevéhez. Például: IVANKA Factory, Distinction, Laokoon, Now Tech, Control Labor, Lacerta. 2011-ben Halaska Gábor újságíró társával megalapította az InsiderBlog internetes újságot, amely a hazai startup közösség véleményformáló médiuma lett. Elindította a Valley Connect kísérleti inkubációs programot, amely célja, hogy startup-okat juttasson az amerikai Szilícium Völgybe. Ennek keretében inkubálta a Distinction céget, amelyet 2014-ben a Skyscanner felvásárolt. 2012-ben az Európai Innovációs és Technológiai Intézet (EIT) által működtetett Climate-KIC program hazai inkubációját vezette, amely keretében 6 európai országgal közösen inkubált csaknem évi 40 induló mikrovállalkozást, avagy startup-ot. Ennek keretében számos nemzetközi eseményen kérték fel mentornak vagy zsűrinek (Microsoft Imagine Cup, Intell Business Plan Competition, Cleantech Open US). 2015-től a program neve Climate-KIC Accelerator Program lett.

### Üzleti Angyal munkássága
2010-ben indította újra – a közben megszűnt – Innostart-féle Üzleti Angyal Klubot, amely főszervezője lett. Ennek keretében számos befektetési eseményt szervezett, amely célja a hazai privát kockázati tőke és a magvető fázisú tőketranzakciók felélesztése. Az üzleti angyal klubot 2014-től új néven szervezi: Magyar Üzleti Angyal Szervezet (HBAA) néven. Az üzleti angyal klub révén üzleti angyal tőkéhez jutott többek között a Spártai Vitamin, és Lacerta Gmbh (Austria). Az üzleti angyal klub 2015-ben szünetelt.

### Innovációs munkássága
2015-ben indítja el először Wigner Jenő néven, majd Ganz Ábrahám néven azt a kísérleti iparfejlesztési programot, amely célja az innovációs szereplők által közösen piacra viendő innovációs termékek fejlesztésének támogatása. Az iparfejlesztési program révén az innovációs ötleteket, termékeket a gyártás előkészítés fázisába tervezi eljuttatni, olyan módon, hogy a fejlesztést az egyéni innovátorok (ötletgazdák, feltalálók, kutatók) és vállalkozások (KKV, multicég) egyszerre dolgozhassanak. A program révén új tudásintenzív gyártóbázisok létrejöttét tervezi Magyarországon. A programban 5 hazai start-up (EMBER, Ivanka Concrete, Szövetség 39, FeelFlux Bike, cShield) és 2 angliai start-up (CHESS, Alchemie) szerepel. Az angol projektek az Oxford University-ről és az Imperial College-ről tervezik Magyarországon megnyitni első gyártóbázisukat.

### Családja
Nős, három gyermek édesapja: Eszter (1999), Zsófia (2001), Bálint (2007).

## Tisztségei
- Startup Underground közösségi szervezet társalapítója 2008-2012
- Magyar Üzleti Angyal Klub főszervezője 2010-től
- InsiderBlog ötletgazdája és társalapítója 2011-től
- Magyar Innovációs Szövetség Startup Szakosztály vezetője 2012-2013
- IVANKA Factory Zrt igazgatósági tagja 2012-2013
- Climate-KIC inkubációs program vezetője 2012-től, amely neve 2014-től Climate-KIC Accelerator Program
- 2015-től meghirdette a Wigner Jenő Kísérleti Iparfejlesztési Programot hirdet, amely 2015. ősztől Ganz Ábrahám Iparfejlesztési Program néven folytatódik.
- Számos startup inkubátora és kisebbségi tulajdonosa

## Könyvei
- Képernyők (h)arca. Tudósítás Digitániából, a televízió, az internet és a mobil új világából; HVG Könyvek, Bp., 2008
- Free TV, a televízió felszabadítása, avagy internet kontra televízió (ORTT, AKTI) (2008)